# Statsskuldväxel
Statsskuldväxel är ett löpande skuldebrev för att finansiera en stats statsskuld, och därför en form av statspapper. Statsskuldväxlar används också av centralbanker för att minska eller öka penningmängden på marknaden, vilket påverkar inflationen.

## Sverige
Statsskuldväxlar ges i Sverige ut av svenska staten sedan 1982 genom Riksgälden. Den består av kortfristiga, normalt 3–12 månaders löptid, diskonteringspapper (jämför nollkupongobligation). Statspapper med längre löptid kallas statsobligationer.
Statsskuldväxlarna används i Sverige dels för att hålla den genomsnittliga, av regeringen beslutade, löptiden för hela statsskulden utan att hela tiden behöva ge ut nya anpassade långa statsobligationer. Detta kan dock även göras, ibland effektivare, med olika derivatinstrument, till exempel swappar.
De används också för att hantera att statens inkomster och utgifter är ojämnt fördelade över året. Till exempel betalas oftast extra mycket skatter in i december, februari och maj medan pensioner och löner till statligt anställda betalas ut med samma belopp varje månad. För denna likviditetsförvaltning använder Riksgälden också repor och bankplaceringar (s.k. deposits) samt i vissa fall statsskuldväxlar med särskilt anpassad löptid som ges ut vid sidan av de vanliga auktionerna. Det kommer alltså ges ut statsskuldväxlar även då statens budget går med överskott.
Nya statsskuldväxlar ges i Sverige ut varannan onsdag genom en auktion hos Riksgälden. Därefter handlas de på en andrahandsmarknad som drivs av bankerna. Bud och orderläggning på denna marknad är endast delvis datoriserad och bygger fortfarande mycket på telefonkontakt mellan mäklarna.
Statsskuldväxlarna finns inte som fysiska värdepapper utan hanteras helt elektroniskt av VPC som också sköter clearing och avveckling av transaktioner med statsskuldväxlar.
I kurslistor och liknande förkortas statsskuldväxlar ofta SSVX.

## Andra länder
Motsvarande instrument finns i andra länder, till exempel USA:s Treasury bills (T-bills). Oftast är ett lands statsskuldväxlar de räntebärande värdepapper som har minst risk och högst likviditet.